# Sue Tyler Friedman Medal
Die Sue Tyler Friedman Medal ist ein Preis der Geological Society of London für Geologiegeschichte. Er ist nach Sue Tyler Friedman, der Ehefrau des Geologen Gerald M. Friedman benannt, dessen Northeastern Science Foundation den Preis sponsert.

## Preisträger
- 1988 Martin J. S. Rudwick
- 1989 Stephen Jay Gould
- 1990 William Antony Swithin Sarjeant
- 1991 Hugh Simon Torrens
- 1992 François Ellenberger
- 1993 Thomas George Vallance
- 1994 David Oldroyd
- 1995 Homer Eugene Le Grand
- 1996 Gordon Leslie Herries Davies
- 1997 Martin Guntau
- 1998 Kenneth L. Taylor
- 2000 James Andrew Secord
- 2003 Rhoda Rappaport
- 2005 Ursula Bailey Marvin
- 2007 Jack Morrell
- 2009 Philippe Taquet
- 2012 Cherry Lewis
- 2013 Henry Frankel
- 2014 Edward Rose
- 2015 David Branagan
- 2016 Richard Howarth
- 2017 Mott T. Greene
- 2020 Sandra Herbert
- 2022 John Mather
- 2024 Martina Kölbl-Ebert